# آنیشا مک لولین-ویلبی
آنیشا مک لولین-ویلبی (انگلیسی: Anneisha McLaughlin-Whilby؛ زادهٔ ۶ january ۱۹۸۶ (۳۹ سال)) ورزشکار دو و میدانی اهل جامائیکا است.
وی در مسابقات کشوری و بین‌المللی در مجموع برندهٔ ۳ مدال طلا، ۶ مدال نقره، ۲ مدال برنز شده‌است.